# Bruno Bischofberger

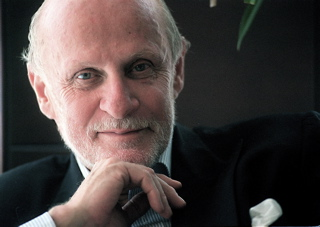
Bruno Bischofberger (2008)

Bruno Franz Bischofberger (* 1. Januar 1940 in Zürich) ist ein Schweizer Galerist und Sammler.

## Leben
Bischofberger wurde 1940 in Zürich als Sohn eines Arztes und einer Dentistin geboren. Die Familie väterlicherseits stammte aus Appenzell Innerrhoden, einer bäuerlichen Landschaft, in der er bereits in seiner Kindheit und Jugend viel Zeit verbrachte. Er war das jüngste von vier Geschwistern. Bischofberger studierte Kunstgeschichte, Archäologie und Volkskunde an der Universität Zürich, mit darauffolgenden Studienjahren in Bonn und München. Bischofberger hat drei Töchter und einen Sohn. Bruno Bischofberger lebt mit seiner Frau Christina, genannt Yoyo, in einem von Ettore Sottsass entworfenen Haus in Meilen.

## Galerie
Bischofberger eröffnete seine erste Galerie 1963 in der Pelikanstrasse in Zürich, damals noch unter dem Namen City-Galerie. 1965 zeigte er in seiner Galerie seine erste Pop-Art-Ausstellung mit Werken von Roy Lichtenstein, Robert Rauschenberg, Andy Warhol, Tom Wesselmann, Claes Oldenburg und Jasper Johns. In den 1970er-Jahren stellte Bischofberger neben der amerikanischen Pop-Art-Künstler des Minimalismus, Land Art und der Konzeptkunst aus, wie Sol Le Witt, Donald Judd, Dan Flavin, Bruce Nauman, Joseph Kosuth, On Kawara, sowie des Nouveau Réalisme in Paris, wie Yves Klein, Daniel Spoerri und Jean Tinguely. Zwischen 1982 und 2005 wurde von Bischofbergers Frau Christina der Catalogue raisonné in drei Bänden von Jean Tinguely herausgegeben. In den 1980er-Jahren nahm er aufstrebende Schlüsselfiguren der aufkommenden neoexpressionistischen Strömungen wie Miquel Barceló, Jean-Michel Basquiat, Mike Bidlo, George Condo, Francesco Clemente, Enzo Cucchi, Dokoupil, Peter Halley, David Salle und Julian Schnabel in sein Programm auf.
2009 und 2010 wurden in der Kunsthalle Bielefeld in zwei Ausstellungen unter dem Namen „The 80s Revisited – Aus der Sammlung Bischofberger I & II“, die 1980er-Jahre-Künstler Bischofbergers gezeigt. Dabei waren auch die Neuen Wilden aus Berlin wie Rainer Fetting oder Salomé und die Mülheimer Freiheit um Walter Dahn und Dokoupil vertreten. Zu den meisten unterhielt Bischofberger, zum Teil bis heute, eine enge persönliche Beziehung.
2013 verlegte die Galerie ihren Standort von Zürich nach Männedorf, wo Bischofberger seit 2005 auf einem ehemaligen Fabrikgelände von seiner Tochter Nina Bischofberger und deren Mann, Florian Baier, verschiedene Bauten errichten lässt. Dort befinden sich nebst den Galerieräumlichkeiten, Ausstellungs- und Lagerräume für die Kunst sowie Objekte der diversen Sammlungen. Seit Mitte der 1980er-Jahre inseriert Bischofberger seine Ausstellungen auf dem Backcover der Zeitschriften Artforum und Kunstbulletin. Anstatt Kunstwerke der Ausstellung zu zeigen, nutzt er Fotografien volkstümlicher Schweizer Szenen. 2018 widmete der Künstler Peter Fischli gemeinsam mit Hilar Stadler, Kurator des Museums im Bellpark in Kriens, diesen Backcovern eine eigene Ausstellung.

### Warhol und Basquiat

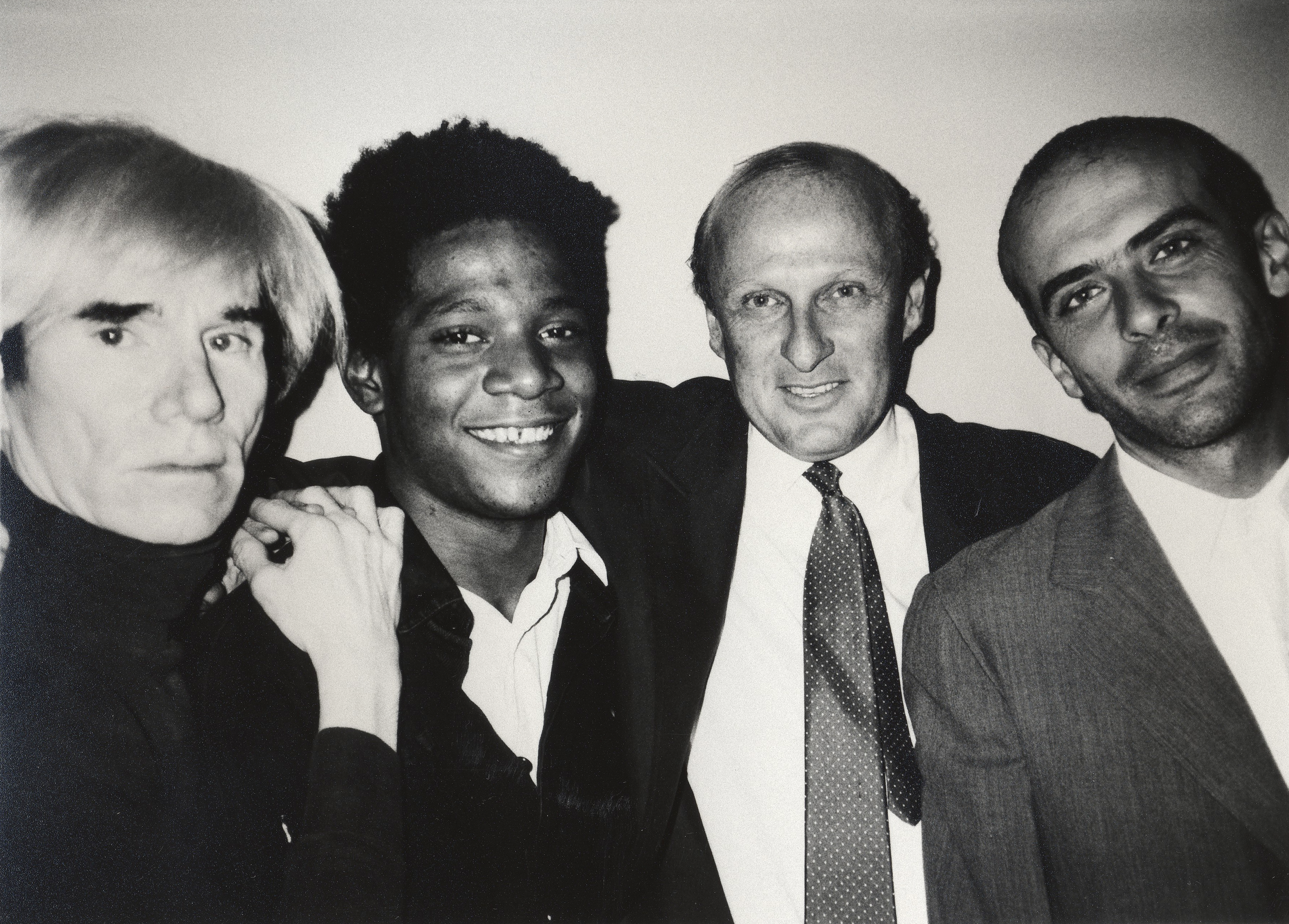
V. l. Andy Warhol, Jean-Michel Basquiat, Bruno Bischofberger und Fransesco Clemente, New York, 1984

Besonders bekannt ist Bischofberger für seine enge Beziehung zu Andy Warhol und Jean-Michel Basquiat. Warhol traf er 1966 zum ersten Mal in New York. Bei einem weiteren Treffen 1968 zeigte Warhol ihm frühe, unveröffentlichte Arbeiten. Davon durfte Bischofberger elf sehr wichtige auswählen, darunter von Hand gemalte Frühwerke, wie Superman, Batman, ein farbiges Coca-Cola-Bild sowie mehrere grosse, zum Teil als Doppel-Panel ausgeführte Disaster-Bilder (Car crashes) und frühe Portraits aus den Jahren 1961 bis 1963. Warhol versprach Bischofberger ein Vorkaufsrecht auf all seine künftigen Werke, das bis zu Warhols Tod 1987 hielt. Bischofberger reiste mehrmals im Jahr nach New York City. 1970 fertigte Warhol ein Portrait von Bischofberger an, woraufhin er den Künstler dazu anregte, Auftragsportraits mit Normmassen und Festpreisen für Kunden der Galerie anzufertigen, die für Jahre Warhols wichtigste Einnahmequelle darstellten. Basquiats Werk sah Bischofberger zum ersten Mal 1981, und ein Jahr später wurde er dessen Hauptgalerist weltweit bis zum Tod des Künstlers 1988. Ausserdem war es Bischofberger, der Warhol und Basquiat einander vorstellte, und später auch ihre Kollaborationen mit Francesco Clemente anregte. Daraufhin setzten die beiden Künstler ihre Kollaboration eigenständig fort. Dabei überzeugte Basquiat Warhol, wieder von Hand zu malen, nachdem dieser 23 Jahre lang ausschliesslich mit dem Siebdruckverfahren gearbeitet hatte. Auf die Idee für die Künstlerkollaborationen kam Bischofberger, weil Basquiat bei einem Besuch in der Schweiz mehrere Kunstwerke mit Bischofbergers damals dreijähriger Tochter Cora erstellte. Bischofberger gründete 1969 das Interview Magazin gemeinsam mit Warhol. In Julian Schnabels Spielfilm Basquiat von 1996 wird Bruno Bischofberger von Dennis Hopper dargestellt.

## Sammlungen
Privat sammelt Bischofberger mit seiner Frau Christina auch Design, Fotografie, Volkskunst und Werke der prähistorischen Steinkunst, eine Sammlung, deren Grundstock bereits sein Vater anlegte. In der umfassenden Sammlung des internationalen Designs des 20. Jahrhunderts finden sich neben Möbeln, Metallarbeiten, Schmuck, Textilien und Plakaten vor allem auch Glas- und Keramik-Objekte von den Hauptvertretern der wichtigsten Stilrichtungen. Die Glassammlung umfasst Werkgruppen aus Italien, Frankreich, Finnland und Schweden, aber auch aus der ganzen Welt. Eine weitere Sammlung ist die Volkskunst vorwiegend der Alpenländer, der Schweiz, Deutschlands und Österreichs und umfasst hauptsächlich Möbel, Bilder, religiöse Volkskunst und Alltagsobjekte der ländlichen Bevölkerung aus dem 15. bis 19. Jahrhundert.
Die Sammlung prähistorischer Steinkunst enthält Äxte, Gefässe, Skulpturen und Objekte von verschiedenen Frühkulturen der ganzen Welt und der Urgeschichte In der Fotografie-Sammlung befinden sich Werke aus der Erfindungszeit der Fotografie in den 1850er-Jahren bis heute: Städte und Landschaften der 1850er- und 1860er-Jahre, der Nachlass von Albert Steiner, Mode- und Werbefotografien der grossen Namen des 20. Jahrhunderts sowie ein grosser Teil des fotografischen Werkes Andy Warhols. In der Ausstellung „Prehistory to the future – Highlights from the Bischofberger Collection“ in der Pinacoteca Giovanni e Marella Agnelli wurden 2008 Teile der verschiedenen Sammlungen ausgestellt.

## Publikationen (Auswahl)
- Andy Warhol's Visual Memory. In: - Bruno Bischofberger, Andy Warhol's Visual Memory, Edition Galerie Bruno Bischofberger, Zürich, 2001, S. 9ff.; (In Deutsch) Carl Haenlein (Hg.), Andy Warhol Fotografien 1976–1987, Kestnergesellschaft, Hannover, 2001, S. 13ff.[18]
- A Brief History of My Relationship with Andy Warhol. In: (Erweiterte Version als Vorwort) Bruno Bischofberger, Andy Warhol's Visual Memory, Edition, Galerie Bruno Bischofberger, Zürich, 2001, S. 6–7; Magnus Bischofberger, Prehistory to the Future, Highlights from the Bischofberger Collection, Electa, Mailand, 2008, S. 258–259[19]
- Collaborations: Reflections on the Experiences with Basquiat, Clemente and Warhol. In: (Editierte Version) Magnus Bischofberger, Prehistory to the Future, Highlights from the Bischofberger Collection, Electa, Milan, 2008, S. 262ff.; (Uneditierte Version) Tilman Osterwold (Hg.), Collaborations: Warhol, Basquiat Clemente, Cantz, Ostfildern-Ruit, 1996, S. 39ff.[20]